# Limor Livnat

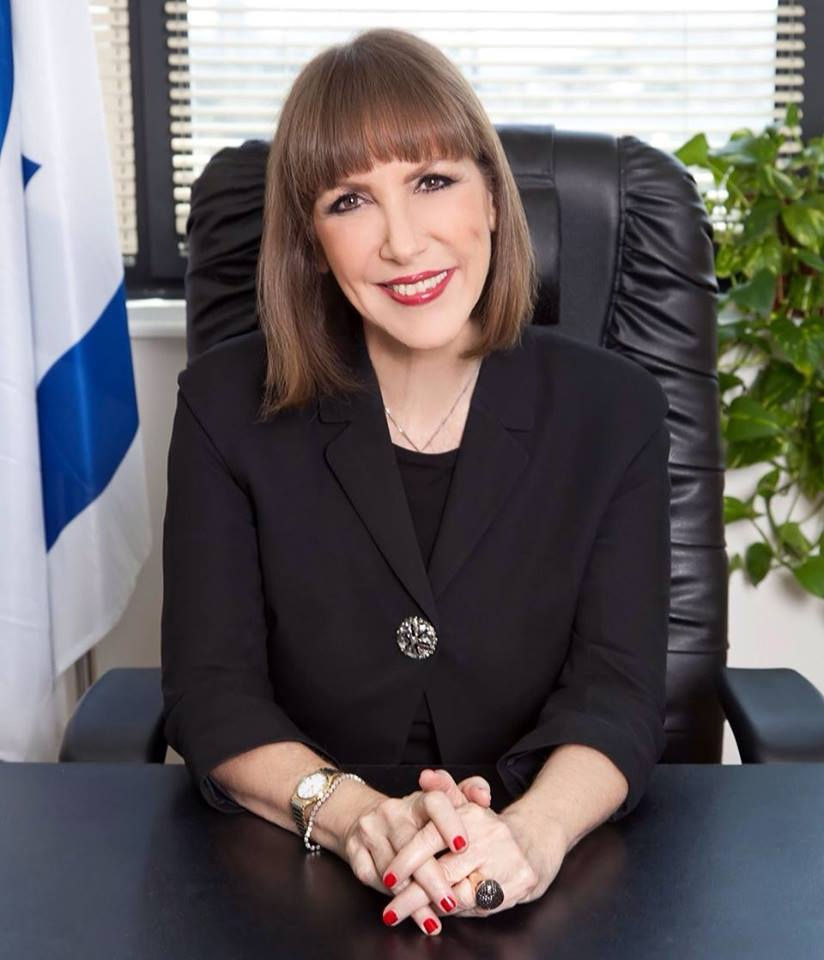
Limor Livnat (2014)

Limor Livnat (hebräisch לימור לבנת, * 22. September 1950 in Haifa, Israel) ist eine israelische Politikerin, die als Knessetabgeordnete des Likud und als Ministerin für Kultur und Sport von 2009 bis Mai 2015 tätig war. Kurz nach den Wahlen im Jahr 1992 wurde sie als Ersatz für Chaim Korfu am 14. April 1992 Knessetabgeordnete. In ihrer ersten Zeit war sie Vorsitzende des Komitees, welches sich für die Gleichstellung von Frauen einsetzte sowie des parlamentarischen Ausschusses, der Fälle untersuchte, bei denen Männer ihre Ehefrauen ermordeten.

## Politik
Livnat wurde bei den Wahlen 1996 wiedergewählt und zur Kommunikationsministerin in der Regierung von Benjamin Netanjahu ernannt. In ihrer Zeit versuchte sie, die Konkurrenz im israelischen Kommunikationssektor durch Privatisierungen zu verstärken und die Monopolstellung von Bezeq zu schwächen.
Die Differenzen zwischen Livnat und Netanjahu spitzten sich derart zu, dass Livnat im Jahr 1997 versuchte, die Führung des Likud durch Netanjahu zu beenden. Nach der Niederlage des Likud im Jahr 1999 verzichtete Netanjahu auf die Leitung des Likud. Livnat unterstützte daraufhin 1999 Ariel Sharon, damit Sharon die Partei anführe. Nach dem Sieg von Ariel Scharon über Ehud Barak bei den Wahlen im Jahr 2001 war sie seit dem 7. März 2001  Bildungsministerin.
Bei den Wahlen 2003 wurde sie wiedergewählt und blieb bis zum 14. Januar 2006 weiterhin Bildungsministerin. Dieses Amt übte sie aus bis Likud die Regierungskoalition verließ und die Regierungskoalition nunmehr von der Kadima angeführt wurde. Sie wurde bei den Wahlen 2006 und 2009 wiedergewählt und war vom 31. März 2009 bis 14. Mai 2015 Ministerin für Kultur und Sport.
Livnat war ebenso Vizevorsitzende der Likud-Weltbewegung.

## Persönliche Ansichten und Leben
Limor Livnat wurde in Haifa geboren. Ihre Familie lebt in der siebten Generation auf dem heutigen Staatsgebiet. Sie ist die Tochter von Azriel Weiss (1923–2015), einem Kämpfer von Lechi, der von den Briten zu einer Haft in Afrika verbannt wurde, wo er mehr als vier Jahre mit seinen in der Untergrundbewegung tätigen Kameraden bis zur Unabhängigkeitserklärung des Staates Israels im Jahr 1948 verbracht hat. Ihre Mutter, Shulamit Livnat (1929–2021), war als die „Sängerin der Untergrundbewegung“ bekannt und spielte ebenfalls eine aktive Rolle im Kampf für die jüdischen Siedlungspolitik in Palästina, die das Ziel hatte, einen jüdischen Staat zu gründen. Nach ihrem Wehrdienst studierte sie an der Tel Aviver Universität Allgemeine Literaturwissenschaften. Schon während ihrer Studienzeit war sie in der Studentenzelle des Cherut-liberalen Blocks (Gachal) politisch aktiv.
Obwohl offen säkular eingestellt, gilt Livnat gemeinhin als eine Konservative des rechten Flügels, sowohl moralisch als auch politisch. Als Vertreterin des revisionistischen Zionismus widersetzte sie sich dem Oslo-Friedensprozess wie auch dem Kontrollverlust über West Bank. Aus diesen Gründen war sie auch gegenüber der Road Map for Peace des US-Präsidenten George W. Bush kritisch eingestellt. Sie wohnt auch regelmäßig Ereignissen zu Ehren militanter Organisationen bei, die in der Zeit vor der Unabhängigkeitserklärung Israels 1948 tätig waren, so der Irgun und Lechi. Sie widersetzte sich jedoch nicht Ariel Sharon’s Abkoppelungsplan.
Im April 2011 wurde Livnats 25-jähriger Neffe Ben-Joseph Livnat durch einen Polizisten der Palästinensischen Autonomie erschossen, als er versuchte, eine palästinensische Straßenblockade zu durchbrechen, nachdem er unerlaubterweise Josefs Grab besucht hatte. Livnat bezeichnete die Erschießung ihres Neffen als terroristischen Akt. Sie sei „erschüttert über den mörderischen Anschlag“, der Neffe sei „auf kaltblütige und abscheuliche Weise ermordet worden“. Ein Bericht der IDF, der einen Monat später veröffentlicht wurde, bewertete das Ereignis nicht als einen vorsätzlichen Terrorangriff, meinte aber, dass der Polizist „böswillig“ und mit Schädigungsabsicht gehandelt habe.
In einem Interview mit dem Army Radio vom 25. Dezember 2011 meinte Livnat, die das Interministerielle Komitee zum Status von Frauen leitet, dass in ultraorthodoxen Gebieten des Landes die geforderte Geschlechtertrennung im öffentlichen Nahverkehr bekämpft werden sollte: „Ich glaube nicht, dass man ihnen vorschreiben sollte, wie sie zu leben haben“ sagte Livnat, „Wir sollten leben und leben lassen...wenn wir über eine gemischte Stadt sprechen. Jedoch, wenn in einer Stadt vorwiegend Charedim oder religiös eingestellte Menschen leben, die eine Gleichstellung von Mann und Frau ablehnen, sollte gegen das Phänomen der Geschlechtertrennung im öffentlichen Nahverkehr angegangen werden“ fügte sie hinzu.
Sie wohnt in Tel Aviv, ist verheiratet und hat zwei Kinder.